# جام‌بای

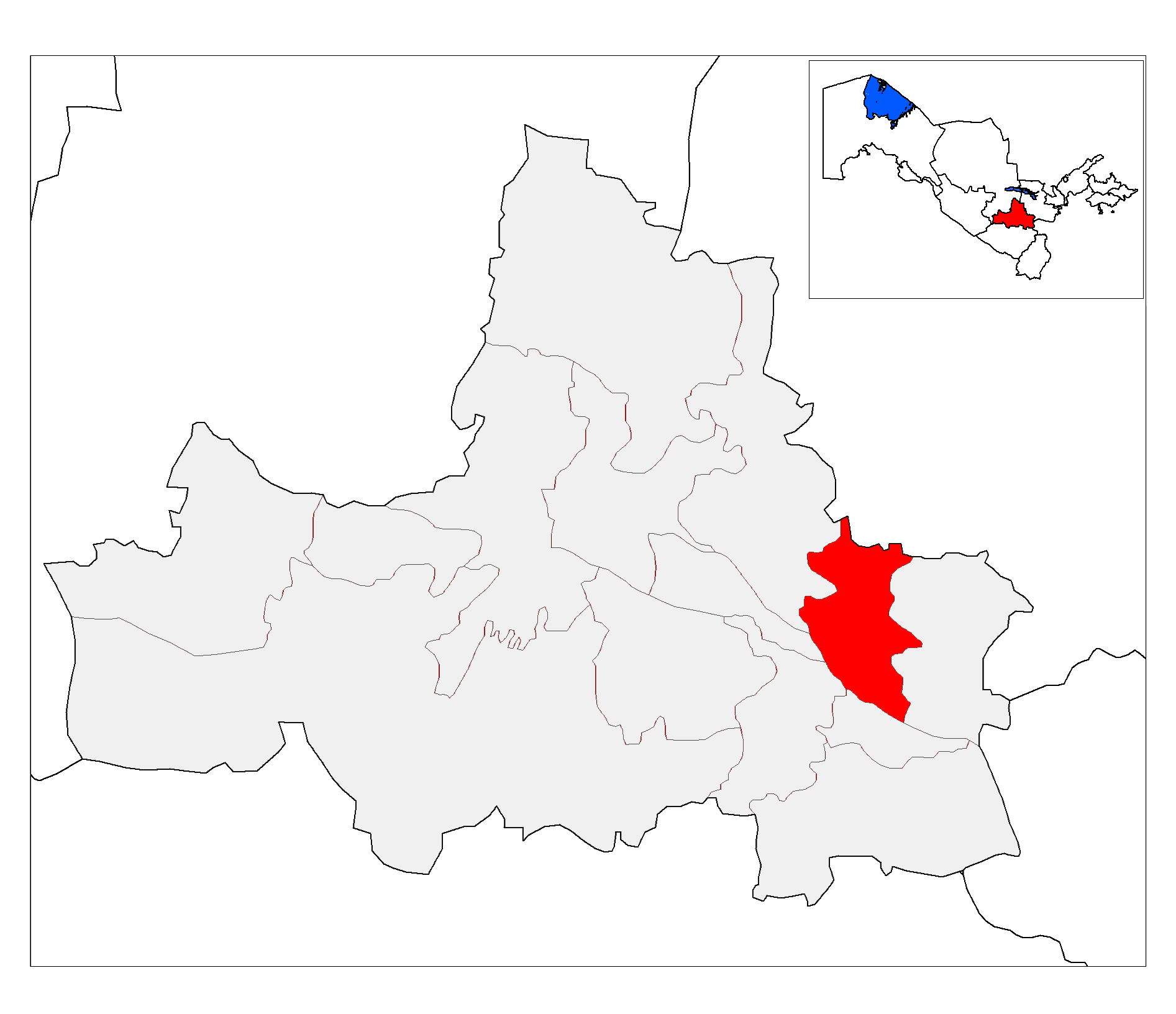
جام‌بای

جام‌بای (به ازبکی: Jomboy) یک منطقهٔ مسکونی در ازبکستان است که در شهرستان جام‌بای واقع شده‌است. جام‌بای ۱۴٬۱۰۰ نفر جمعیت دارد.